# Lijst van rivieren in Papoea-Nieuw-Guinea

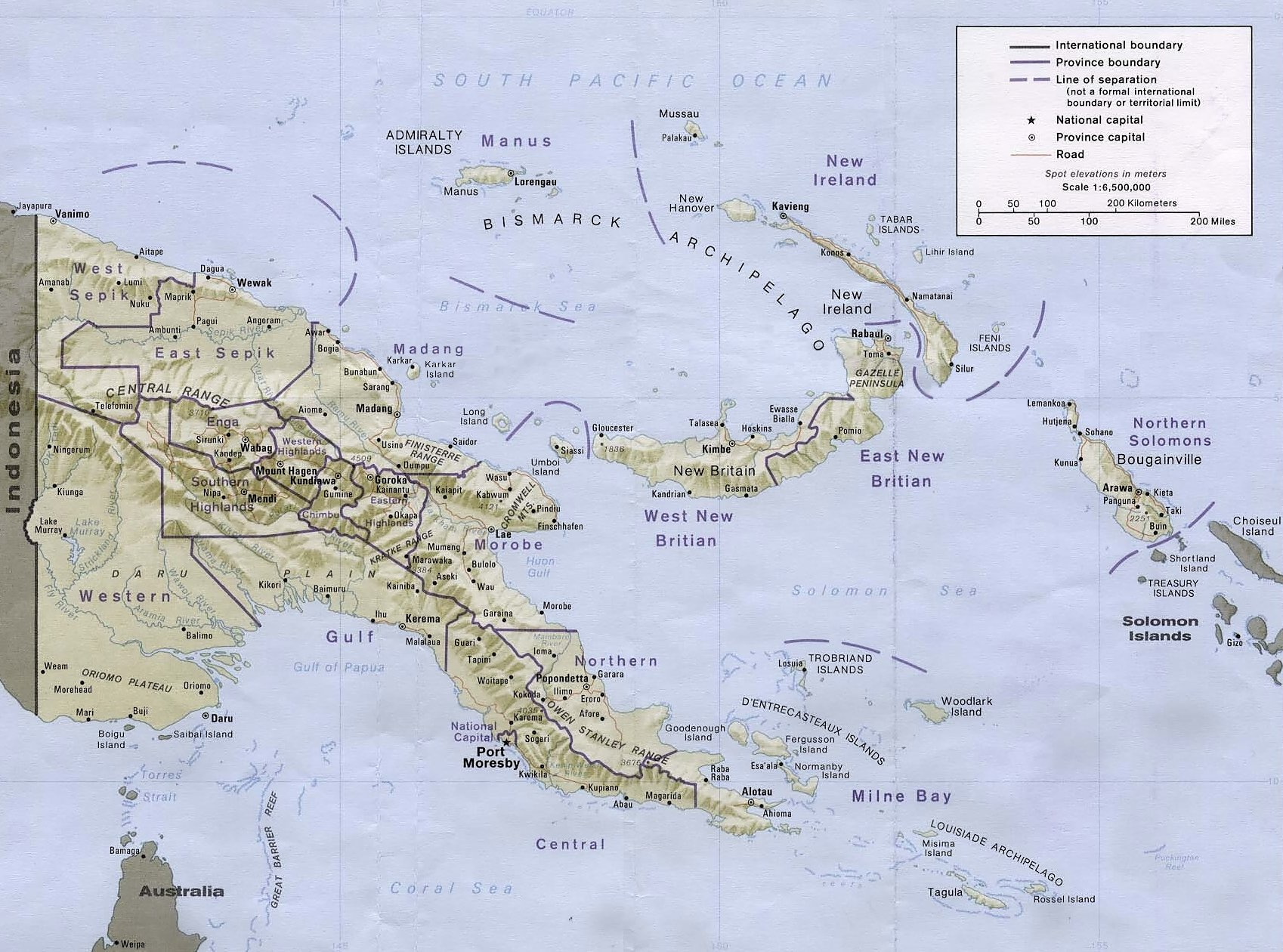
Kaart van Papoea-Nieuw-Guinea.

Dit is een lijst van rivieren in Papoea-Nieuw-Guinea.

## Rivieren in alfabetische volgorde
- Abede
- Afai
- Ajova
- Arafundi
- Arai
- Aramia
- Aroa
- Asaro
- Atara
- Ateltem
- Atob
- Awung
- Bae'e
- Bamu
- Bapi
- Bensbach
- Bigei
- Birim
- Bitoi
- Bumi
- Busu
- Chimbu
- Elevala
- Evapia
- Fly
- Frieda
- Gama
- Genga
- Gilagil
- Girua
- Gogol
- Guabe
- Guam
- Guga
- Hongorai
- Jaba
- Jimi
- Kabenau
- Kaugel
- Keram
- Kikori
- Kumil
- Kumusi
- Lamari
- Leonard Schultze
- Malas
- Mambare
- Mape
- Markham
- Masaweng
- Mindjim
- Moam
- Morehead
- Musa
- Nuru
- Ok Tedi
- Omati
- Oriomo
- Pahoturi
- Piore
- Piva
- Purari
- Ramu
- Segero Creek
- Senu
- Sepik
- Siki
- Sogeram
- Song
- Strickland
- Tabali
- Timper
- Torokina
- Tua
- Turama
- Vanapa
- Veimauri
- Waria
- Wassi Kussa
- Watut
- Wawoi
- Yaganon
- Yellow
- Yuat

### Nieuw-Brittannië
- Aemoi
- Apmi
- Balima
- Johanna
- Warangoi

### Nieuw-Ierland
- Aparam
- Lossuk
- Lumis